# Réserve naturelle régionale de Pont d'Ardres
La réserve naturelle régionale de Pont d'Ardres (RNR255) est une réserve naturelle régionale située dans le département du Pas-de-Calais, sur le territoire de la commune d'Ardres, en région Hauts-de-France. Classée en 2012, elle occupe une surface de 66,28 hectares répartie sur deux sites distincts qui correspondent à des anciens bassins de décantation. Ces zones humides constituent une halte migratoire pour la l'avifaune sauvage.

## Localisation

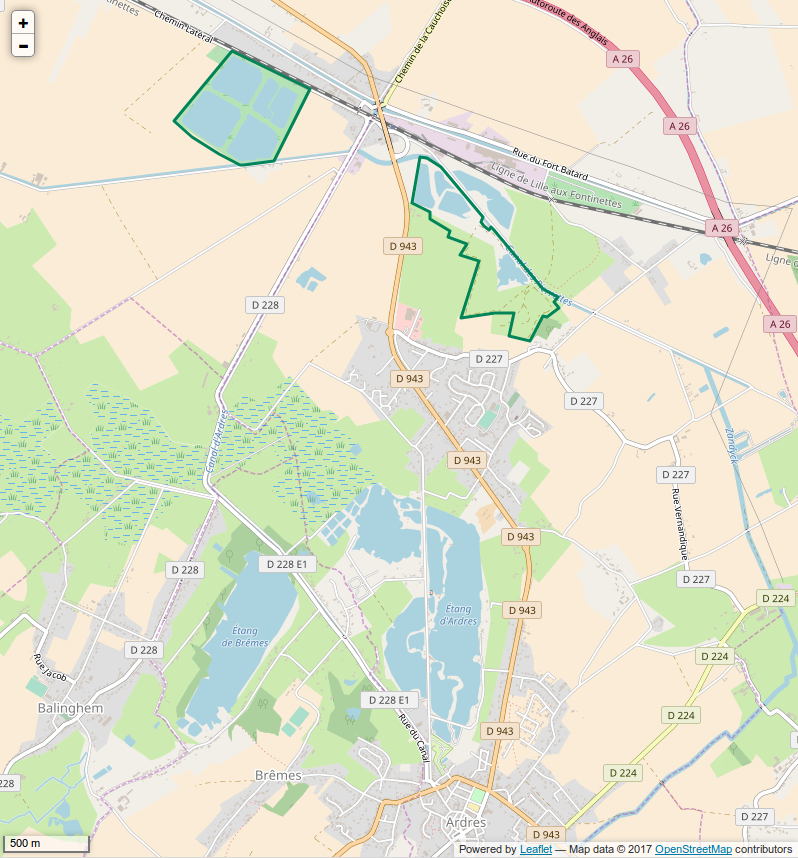
Périmètre de la réserve naturelle.

La réserve naturelle est située dans le département du Pas-de-Calais, sur le territoire de la commune d'Ardres à 10 km au sud-est de Calais. Il comprend 2 secteurs de part et d'autre de la RD 943 correspondant à des anciens bassins de décantation de la sucrerie de Pont d'Ardres. Le site comprend des plans d'eau, des vasières et des roselières.

## Histoire du site et de la réserve
Exploitée depuis 1873, la sucrerie Say de Pont d'Ardres a fermé ses portes en 2003. Elle comprend une râperie, une sécherie et des bassins de décantation en deux ensembles de 34 ha et 32 ha. Ceux-ci ont toujours constitué des milieux attractifs pour les oiseaux en migration, même lorsque la sucrerie était en service.
La réserve naturelle a été initiée en 2004, dans le cadre de la reconversion du site. La végétation hygrophile a rapidement conquis les lieux.

## Écologie (biodiversité, intérêt écopaysager…)
Les bassins de Pont d'Ardres ou des Attaques ont servi à l'épuration des eaux usées de la sucrerie, constituées essentiellement d'eaux chargées en rejets d'origine naturelle (terre issue du lavage des betteraves). Mis à part pour leur effet d'eutrophisation (excès de nutriments), elles ne causent pas de pollution qui serait nuisible au développement d'une faune et d'une flore sauvages. Elles favorisent la présence de nombreux invertébrés qui se développent abondamment dans la vase et dans les roselières à la périphérie des bassins.
Les plans d'eau sont utilisés comme reposoir pour l'avifaune en période de migration.

### Flore
Le site abrite 21 formations végétales dont 4 sont patrimoniales et 187 espèces végétales.

### Faune
La réserve protège notamment un patrimoine ornithologique d'un grand intérêt pour la région, dans ce milieu aquatique artificiel de substitution aux vastes étendues d'eau peu profondes, en particulier pour la nidification et la migration de nombreuses espèces. La faune compte 222 espèces dont 75 sont patrimoniales.
On trouve sur le site 55 espèces d'oiseaux nicheurs, et présents en permanence, dont 6 d’intérêt communautaires, comme le Grèbe à cou noir, l'Avocette élégante et l'Échasse blanche, et 12 espèces menacées dans la région ou en France, comme la Gorgebleue à miroir ou le Blongios nain. Les oiseaux hivernants comptent environ 50 espèces. Les inventaires pour les oiseaux migrateurs de passage indiquent environ 150 espèces. On a ainsi pu observer le Bécasseau minuscule, le Phalarope de Wilson, le Chevalier grivelé, le Bécasseau tacheté, le Chevalier stagnatile ou la Guifette leucoptère.

## Intérêt touristique et pédagogique
L'accès du site est ouvert au public dans le respect de la réglementation.

## Administration, plan de gestion, règlement
La réserve naturelle est gérée par le Conservatoire d'espaces naturels du Nord et du Pas-de-Calais. Le site appartient en copropriété au gestionnaire et à la Fédération des chasseurs du Pas-de-Calais.

### Outils et statut juridique
La réserve naturelle a été créée par une délibération du 15 octobre 2012 pour une durée de 30 ans reconductible.